# Hotel Dom Henrique

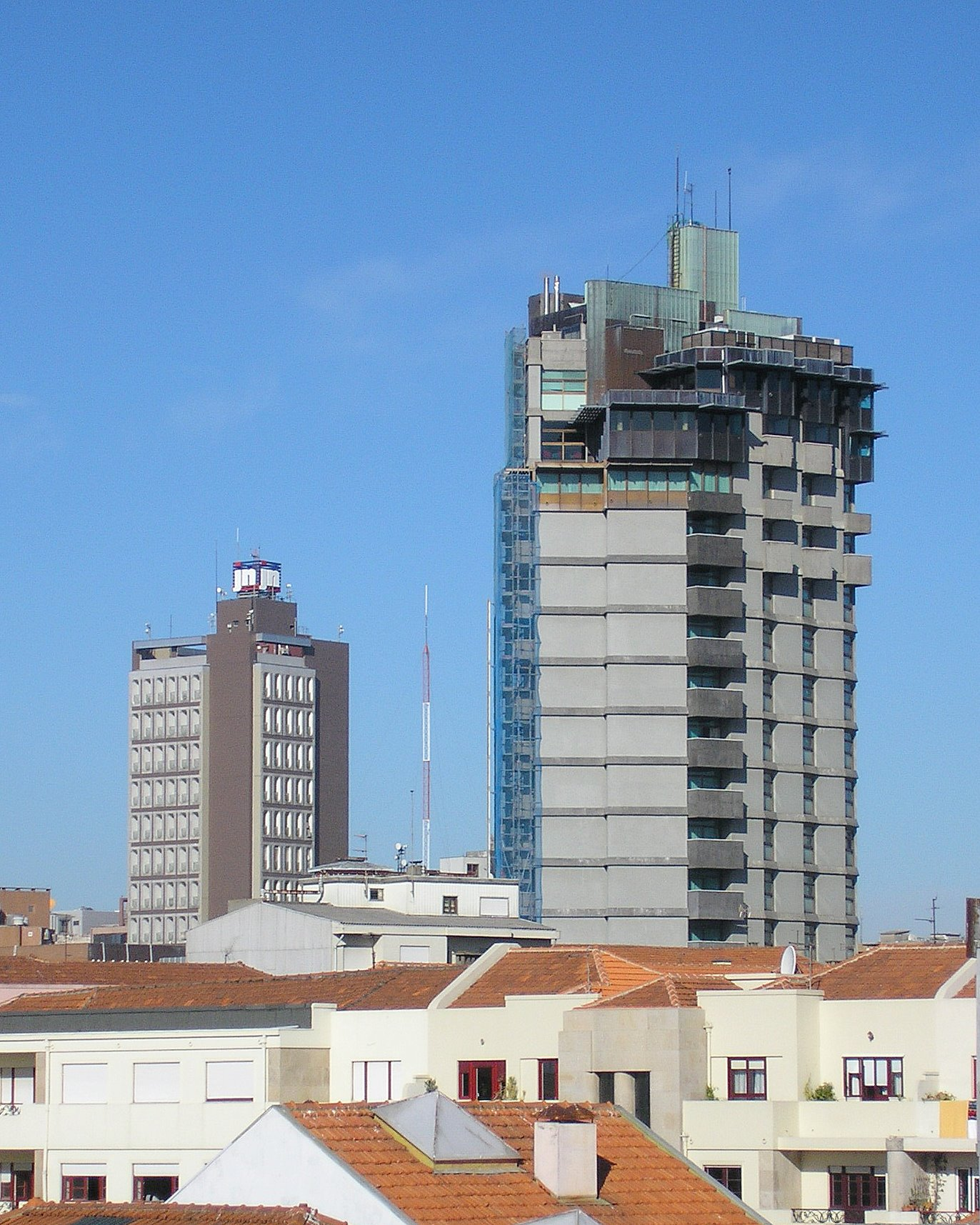
Das Hotel Dom Henrique (rechts)

Das Hotel Dom Henrique ist ein Vier-Sterne-Hotel in der portugiesischen Stadt Porto. Es wurde nach Entwürfen der beiden Architekten Pádua Ramos und Carlos Loureiro errichtet und 1973 eingeweiht. Namengebend ist der portugiesische Infant D. Henrique.
Das Gebäude war ursprünglich als Bürogebäude konzipiert. Erst kurz vor der Fertigstellung entschied sich der Bauherr Afonso Pinto de Magalhães ein Hotel der oberen Kategorie einzurichten.
Seine Bedeutung erlangt das Haus wegen seiner städtebaulich prägenden Funktion und als erstes Hochhaus der Stadt aus Beton.